# Rowen Fernández
Rowen Fernández (nacido el 28 de febrero de 1978 en Springs) es un exfutbolista sudafricano, quien se desempeñaba como guardameta y fue profesional entre 1996 y 2015. 

## Selección nacional
Ha sido internacional con la selección de fútbol de Sudáfrica, ha jugado 23 partidos internacionales.

## Clubes
| Club              | País      | Año       |
| ----------------- | --------- | --------- |
| Wits University   | Sudáfrica | 1996-2001 |
| Kaizer Chiefs     | Sudáfrica | 2001-2007 |
| Arminia Bielefeld | Alemania  | 2007-2010 |
| Supersport United | Sudáfrica | 2011-2014 |
| Bidvest Wits      | Sudáfrica | 2014-2015 |